# Rodionowka (Gruzja)
Rodionowka (gruz. როდიონოვკა) – wieś w Gruzji, w regionie Samcche-Dżawachetia, w gminie Ninocminda. W 2014 roku liczyła 277 mieszkańców.